# Rosenbecher
Der Rosenbecher (Stauntonia hexaphylla (Thunb.) Decne., Syn.: Rajania hexaphylla Thunb.), auch Stauntonie genannt, ist eine Pflanzenart aus der Familie der Fingerfruchtgewächse (Lardizabalaceae). Den deutschen Namen trägt sie, weil ihre becherförmigen Blüten nach Rosen duften.

## Beschreibung

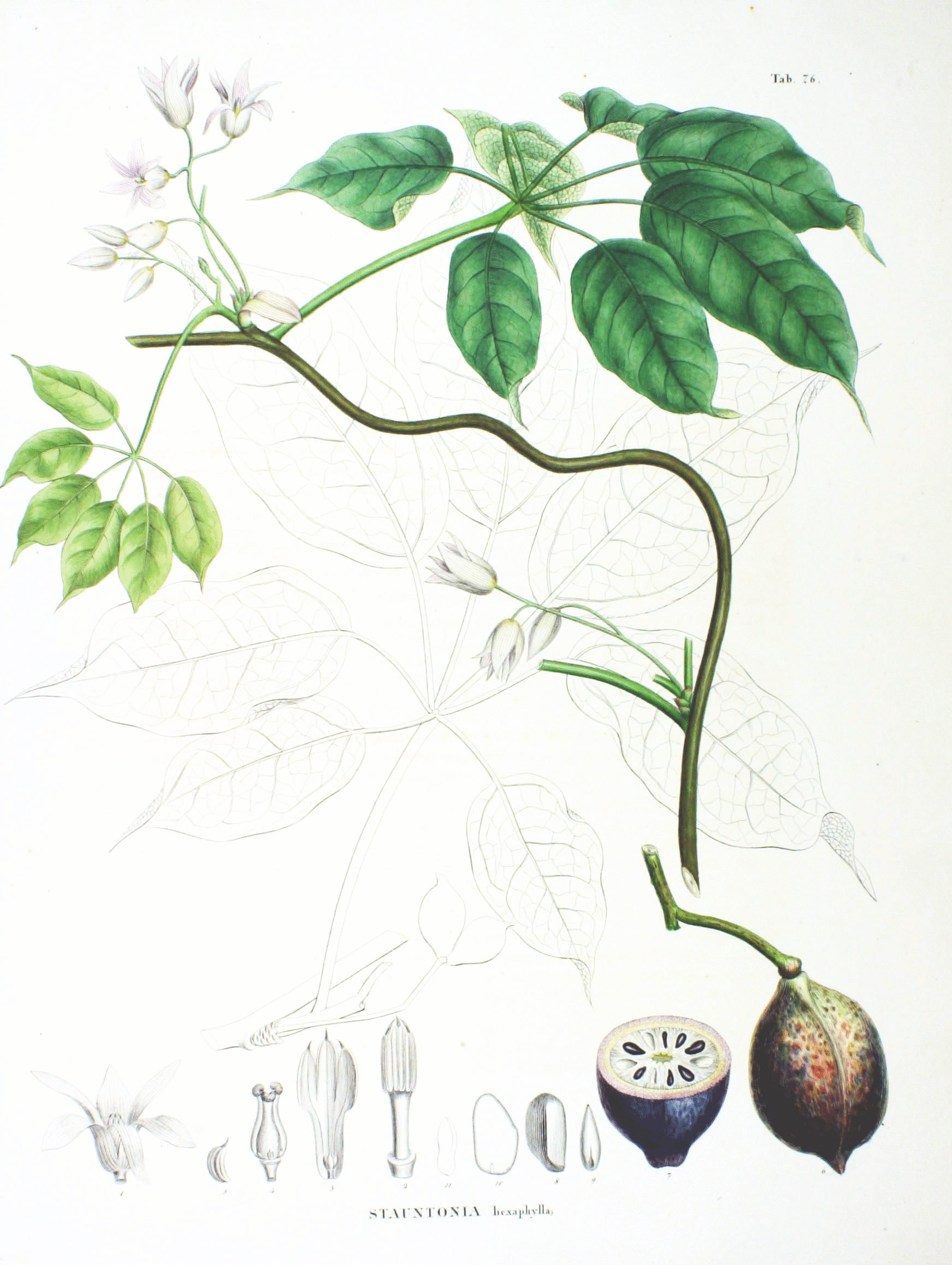
Rosenbecher (Stauntonia hexaphylla), Illustration

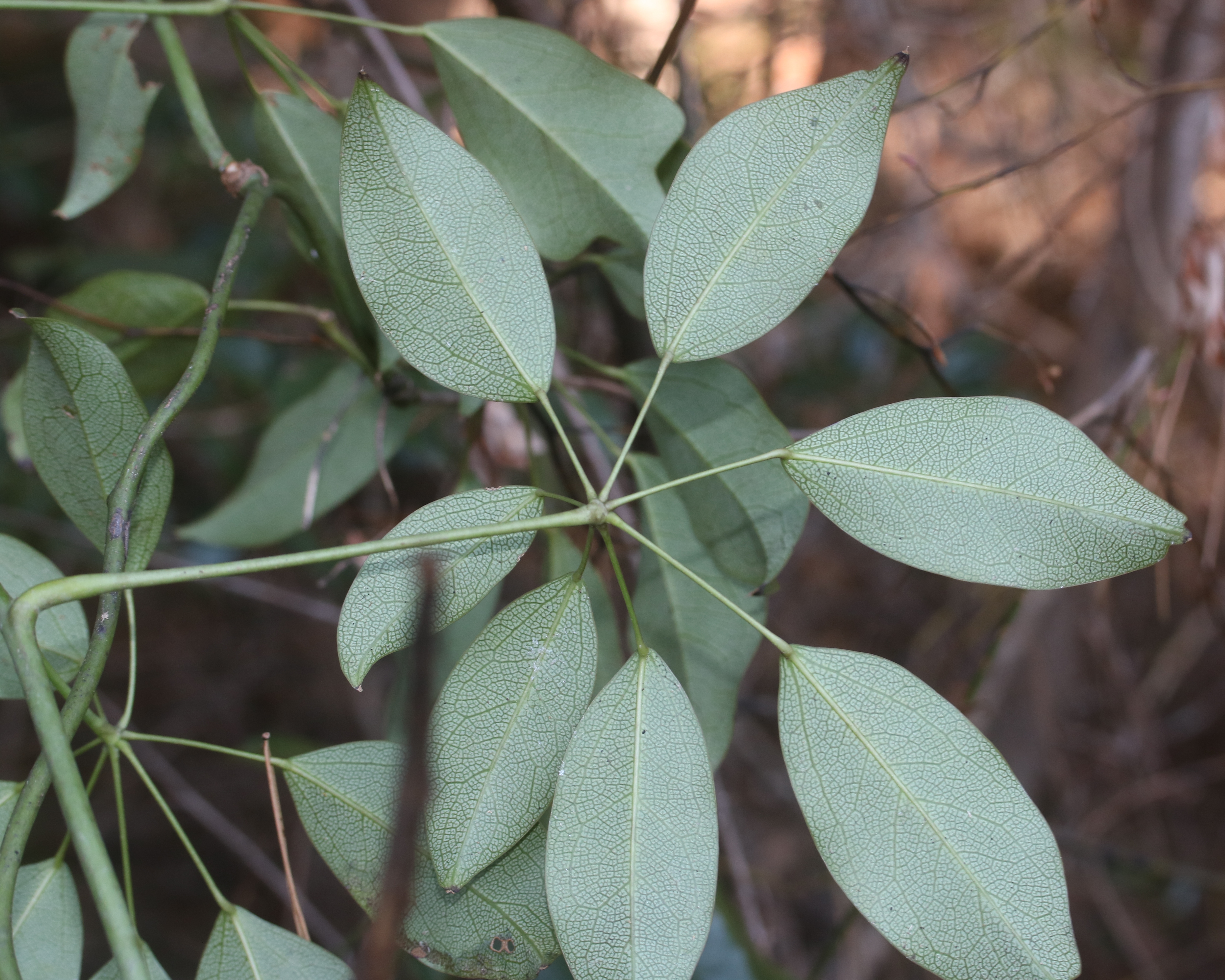
Blättchenunterseiten

Stauntonia hexaphylla ist eine tropische, immergrüne und rankende Kletterpflanze, die Längen bis zu 12 m erreicht.
Ihre wechselständigen, lang gestielten Laubblätter sind drei- bis neunteilig, handförmig zusammengesetzt und sind bis zu 30 cm lang. Die ganzrandigen und schlank gestielten, ledrigen, ganzrandigen, eiförmigen bis verkehrt-eiförmigen, zugespitzten bis bespitzten Blättchen sind oberseits dunkelgrün, glänzend und unterseits hellgrün gefärbt sowie „netzig-fleckig“ geadert. Sie sind bis etwa 6–12 cm lang und die Nervatur ist dreizählig.
Stauntonia hexaphylla ist einhäusig monözisch. Blütezeit ist März bis April. In achselständigen, 5 bis 10 cm langen, lockeren Schirmtrauben stehen jeweils bis etwa zu sechst außen weiße und innen mehr oder weniger purpurne oder ganz cremefarbene Blüten zusammen. Die hängenden, becherförmigen, funktionell eingeschlechtigen und dreizähligen, schlank gestielten Blüten mit einfacher Blütenhülle, die Kronblätter fehlen, sind etwa 2–2,4 cm lang und duften nach Rosen. Es sind sechs petaloide Kelchblätter in zwei ungleichen Kreisen vorhanden. Die inneren Kelchblätter sind schmaler. Die männlichen Blüten enthalten sechs kurze Staubblätter, die einbrüderig zu einer Röhre verwachsen sind und drei stark reduzierte Pistillode in der Staubblattröhre. Das Konnektiv der Antheren ist zugespitzt. Die etwas größeren weiblichen Blüten enthalten drei oberständige und längliche, fast freie Fruchtblätter mit sitzenden Narben sowie sechs sehr kleine, bespitzte Staminodien.
Die purpurnen bis rötlichen und eiförmigen bis ellipsoiden, ledrigen Beeren (Panzerbeere) reifen September bis Oktober, sind 2,5 bis 10 cm lang und enthalten viele schwarze, glänzende, bis etwa 1 cm lange Samen.

## Verbreitung
Sie wächst wild in geschützten Tälern in Ostasien (Japan, Korea, Taiwan).

## Nutzung

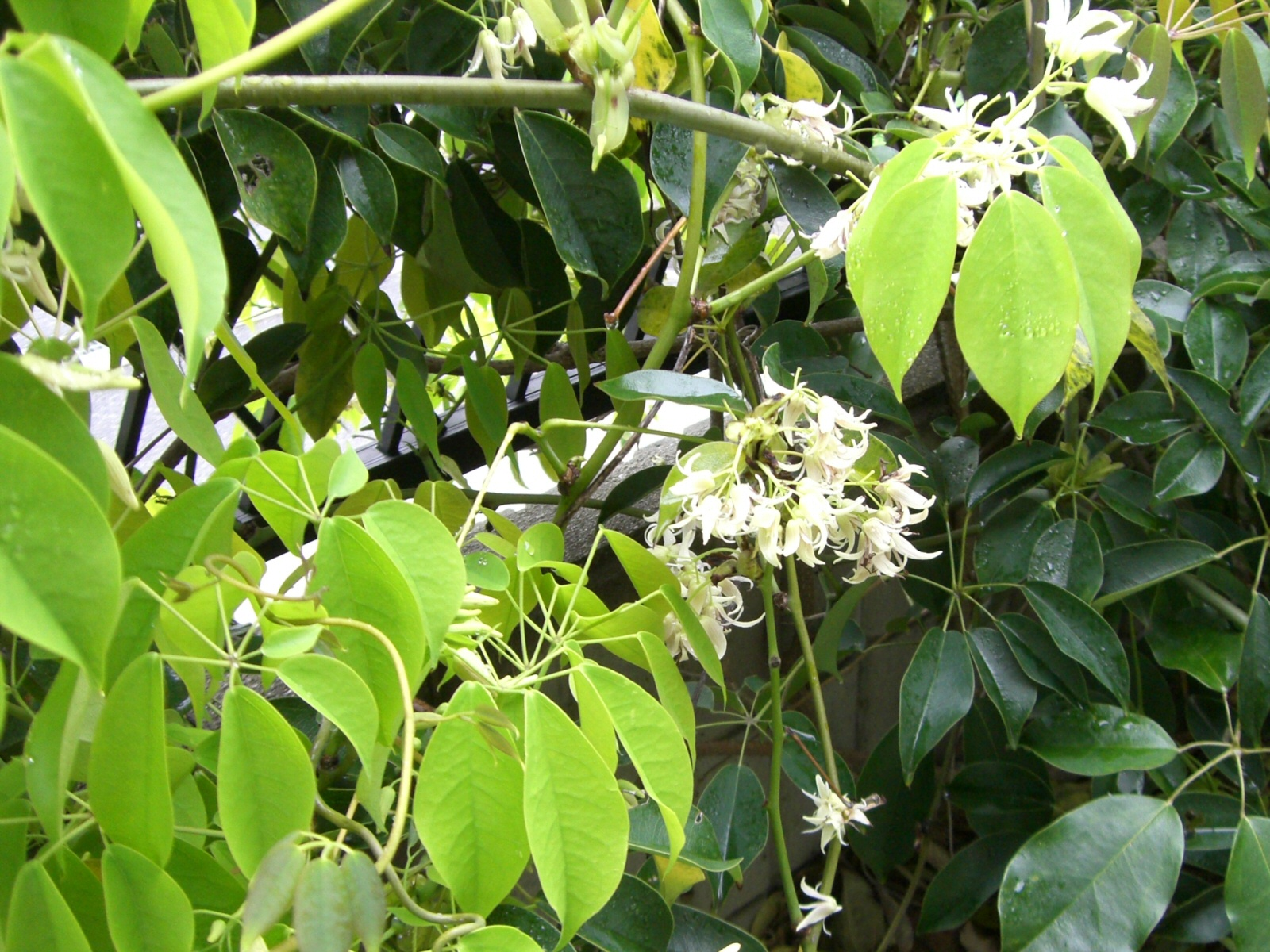
Rosenbecher mit Blüten

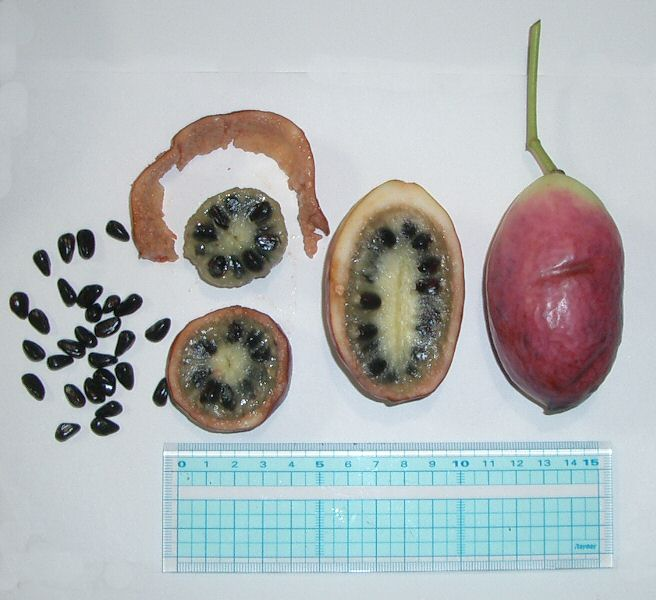
Frucht und Samen

In Europa wird sie aufgrund ihrer langen Laubhaftung immergrün und ihres schnellen Wachstums als Zierpflanze verwendet, ist jedoch kaum verbreitet. Diese Art ist frosttolerant bis zu −10 °C.
Die Früchte mit schleimig-gelatinöser Pulpe sind essbar und haben einen süßlichen, honigartigen Geschmack. In Japan werden sie als Dessertfrucht geschätzt, sind jedoch aufgrund der vielen Kerne etwas schwer zu essen. Besonders beliebt sind sie bei den japanischen Affen. In Japan sind die Früchte bekannt als Mube (郁子 oder ムベ, むべ).

### Heilmittel
In Japan gelten die Rinde, Wurzeln und Früchte von Stauntonia hexaphylla als Heilmittel. Sie wirken diuretisch und sind antirheumatisch. Der Saft der Frucht wird bei der Behandlung von Ophthalmia (Augenentzündung) eingesetzt.